# 罗寺
罗寺，藏语称“罗贡巴”（藏語：ལོ་དགོན་པ་，威利转写：lo dgon pa），汉语又译“洛寺”，又称“洛普寺”，位于西藏自治区拉萨市达孜县唐嘎乡洛普村，是一座藏传佛教格鲁派寺院。

## 简介
罗寺位于西藏自治区拉萨市达孜县唐嘎乡洛普村，地处达孜县驻地东北。为藏传佛教格鲁派寺院。
1093年，仲敦巴的三弟子京俄·楚程巴创建罗寺。京俄·楚程巴（1038年－1103年）生于后藏的昂拉岗地方，父名释迦多杰，母名利茂·益西仲，其幼名“达察巴”。20岁时，赴热振寺师从仲敦巴（1005年－1064年）学习密法，又师从南交钦波、兖巴瓦、南交喜饶多杰等上师学习佛经，得二谛（世俗谛、胜义谛）教授，后来获兖巴瓦传授龙树的《五次第》。他能翻译梵文。他先后在诺地学习六年，又在牛隆学习三年，收徒很多，主要向弟子传授噶当派，故开创了噶当“教授派”，人称“皮裙大师”。
该寺早期是噶当派寺院，约在五世达赖时期改宗格鲁派。该寺著名活佛为森巴钦布，清朝属于大呼毕勒罕，地位很高。《仓央嘉措传》中，六世达赖提到过森巴钦布、杰赛仁波切等人。清朝雍正时期发生“四噶伦事件” （指雍正五年以噶伦阿尔布巴为首发动的战乱，又称“卫藏战争”，1727年，噶伦阿尔布巴、噶伦隆布鼐、噶伦扎尔鼐挑起内讧，杀害首席噶伦康济鼐。颇罗鼐奏报清朝朝廷，并且率后藏及阿里的藏军讨伐三噶伦，翌年在拉萨三大寺僧众的帮助下俘虏并囚禁阿尔布巴等人，平息了内乱）。在此次事件中，罗寺活佛森巴钦布、扎巴坚赞曾经以兵丁、马匹支持颇罗鼐，因而森巴钦布获得了布达拉宫的尊重。
罗寺在清朝乾隆五十六年（1791年）时为选择森巴钦布的转世，而引发一场战争。由于旧时活佛的转世灵童由吹仲（宣谕神巫）指认，致使“族属姻娅递相传袭”，弊端较大。当时，森巴钦布的转世出现了3位灵童候选人，吹仲指定多仁班智达之侄、噶伦丹津班珠尔之子为森巴呼图克图之呼毕勒罕，导致沙玛尔巴等人不服，遂勾结廓尔喀入侵西藏，酿成大规模战争。清朝乾隆五十八年（1793年），为杜绝吹仲妄指的弊端，乾隆帝设立金瓶掣签制度。清嘉庆九年（1804年），为确定九世达赖转世，班禅等众诺门罕联名上奏免予掣签，此时森巴呼图克图之名又出现在奏折内，名列几大摄政活佛之后，可见其地位之高。
罗寺保存有一套用黄铜铸造的十八罗汉像，宽50厘米，高大约70厘米。21世纪初，根据该寺寺主罗桑巴活佛介绍，十八罗汉像为明朝制作。藏传佛教十八罗汉顺序为：因竭陀尊者、阿氏多尊者、伐那婆斯尊者、迦里迦尊者、伐遮罗佛多尊者、跋陀罗尊者、迦罗加伐磋尊者、迦诺迦跋黎堕遮尊者、巴沽拉尊者、罗怙罗尊者、注荼半托迦尊者、宾度罗跋罗堕尊者、半托迦尊者、那迦希尊者、苏频陀尊者、阿秘特尊者十六应真，额外加上十六罗汉侍从达摩多罗居士，还有哈香尊者，共计十八位。
罗寺的十八罗汉像，与明朝汉地罗汉像风格基本相同，但在罗汉的排序上不同，罗汉手持的法器也不同。十八罗汉像生动朴实，是该寺的艺术珍品。
“直贡唐卡”的第三代传承人康桑·平措1997年去世，其儿子格念群培成为“直贡唐卡”的第四代传承人。格念群培的主要代表作有：直贡梯寺主尊佛大型唐卡、墨竹工卡县羊日岗寺等寺的8幅大型唐卡、达孜县罗寺阿底峡主尊唐卡（高50米、宽40米）、山南地区多吉扎寺大型唐卡、那曲地区纳秀寺大型唐卡、日喀则地区桑桑尼姑寺大型唐卡。
罗寺管理委员会主任、罗寺活佛罗桑巴·赤列曲桑是拉萨市第三届佛教协会会长。2010年11月20日，拉萨市佛教协会换届，色拉寺管理委员会常务副主任普布次仁（法名阿旺松绕）当选拉萨市第四届佛教协会会长，前任会长罗桑巴·赤列曲桑则被聘为拉萨市第四届佛教协会名誉会长。
2012年，该寺的8名僧人被评为西藏自治区爱国守法先进僧尼。